# Les Souterrains
Les Souterrains (titre original : The Subterraneans) est un roman écrit en octobre 1953 par Jack Kerouac et publié en 1958.
Il s'agit d'une romance entre l'alter ego de Kerouac, nommé dans le roman Leo Percepied, et une afro-américaine, Alene Lee, renommée dans le roman Mardou Fox ; elle est présentée comme un esprit libre, fréquentant les clubs de jazz et les endroits de la scène beat de San Francisco. L'action se déroule dans le New York de 1953.
D'autres personnalités de la beat generation se succèdent dans le roman, sous des pseudonymes. Frank Carmody est ainsi William Burroughs, Adam Moorad est Allen Ginsberg, Larry O'Hara est Lawrence Ferlinghetti, Leroy est Neal Cassady, etc.
Une adaptation cinématographique, The Subterraneans (1960), a été réalisée par Ranald MacDougall dans laquelle Mardou Fox est devenue une française blanche jouée par Leslie Caron. 